# Alexandra Raeva
Alexandra Aleksandrovna Raeva (de soltera Saitova) (en ruso: Алекса́ндра Алекса́ндровна Ра́ева (Саи́това); Moscú, 20 de agosto de 1992) es una curler rusa, miembro del equipo nacional ruso de curling femenino que compitió en Curling en los Juegos Olímpicos de Invierno de 2014 - Torneo femenino. Anteriormente compitió para el equipo nacional júnior de Rusia, que ganó el oro en la Universiada de Invierno de 2013. Raeva ganó una medalla de plata en el Campeonato Mundial de Curling Femenino de 2017 en Beijing, China, luego de una derrota por 8-3 ante el Equipo de Canadá dirigido por Rachel Homan.

## Vida personal
Raeva está casada.